# L'Assassinat du père Noël (roman)
Pour les articles homonymes, voir L'Assassinat du père Noël.
Pour le film, voir L'Assassinat du père Noël (film).
L’Assassinat du père Noël est un roman policier français de Pierre Véry publié en 1934.

## Résumé
Dans un petit village de Meurthe-et-Moselle, une lettre annonce que le trésor de la paroisse sera bientôt volé. L'archevêque de Paris envoie sur place son assistant, Me Prosper Lepicq, pour veiller sur les diamants de la châsse. Pour impressionner les villageois, Lepicq se présente sous l'identité du marquis de Santa-Claus. Les diamants n'en sont pas moins volés, et, par mégarde, le marquis assommé par le sacristain.
Dans la nuit de Noël, un inconnu affublé d'un costume du père Noël est assassiné. Puis, Lepicq accélère son enquête quand le vieux curé du village meurt après avoir bu un peu trop d'alcool de mirabelle. Le village est sur les dents.

## Adaptation
- 1941 : L'Assassinat du père Noël, film français de Christian-Jaque, avec Harry Baur, Raymond Rouleau et Renée Faure.

## Source
- Notice BNF
- Jean Tulard, Dictionnaire du roman policier : 1841-2005. Auteurs, personnages, œuvres, thèmes, collections, éditeurs, Paris, Fayard, 2005, 768 p. (ISBN 978-2-915793-51-2, OCLC 62533410), p. 43.